# Generátor

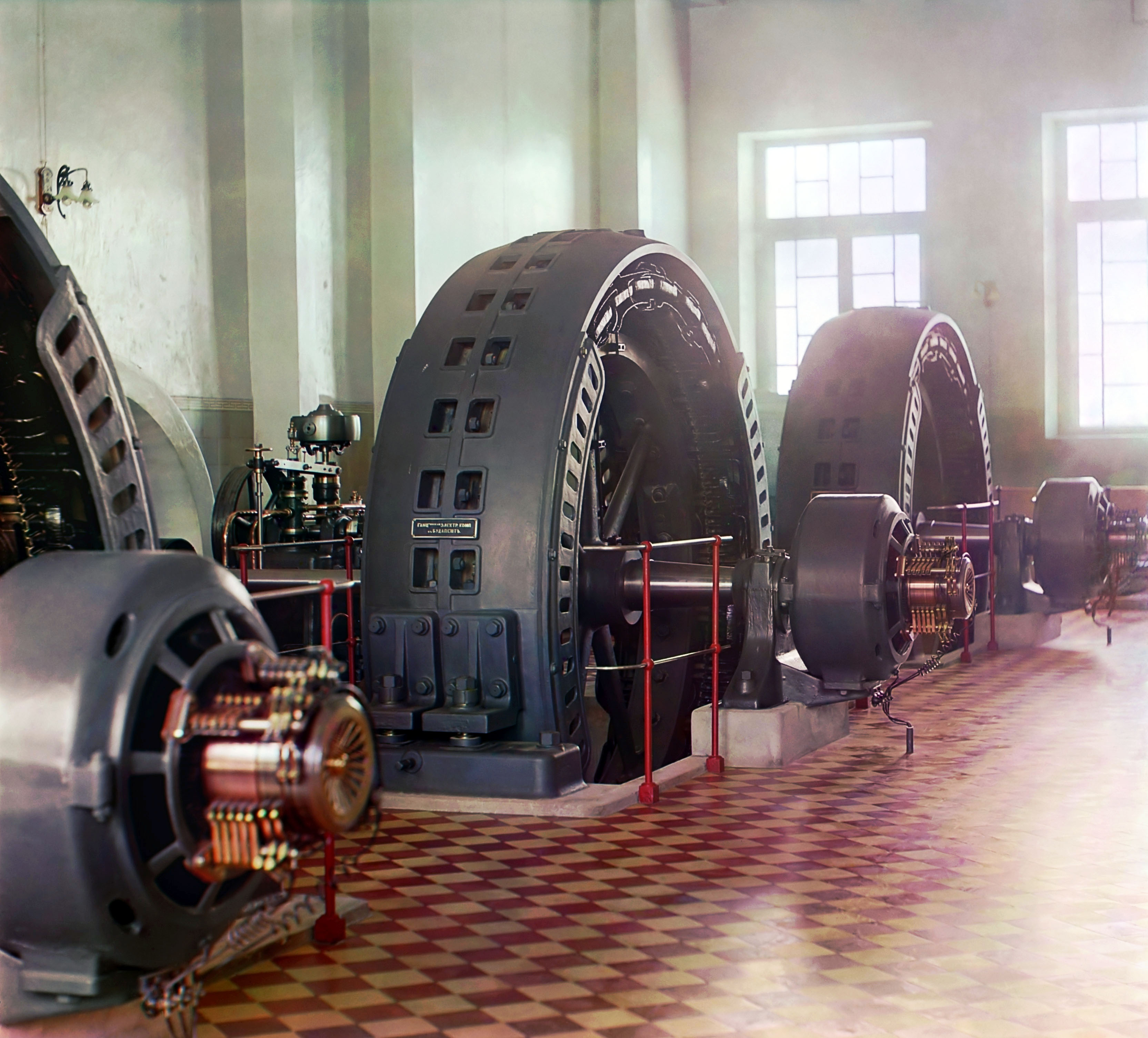
Ganz gyártmányú generátorok 1909-ből a türkmenisztáni Hindukus vízierőművében (akkor az Orosz Birodalom legnagyobbja volt). Fotó: Szergej Prokugyin–Gorszkij, 1911

Generátornak nevezzük azokat a forgó villamos gépeket, amelyek a tengelyükön közölt mechanikai munkát villamos energiává alakítják. 
Az első generátort a brit Michael Faraday készítette 1831-ben. A kínai Dongfang Electric vállalat készítette az eddigi legnagyobb, 1750 MW teljesítményű generátort a Taishanban épülő 3. generációs nyomottvizes reaktorral tervezett atomerőművéhez.

## Működési elve

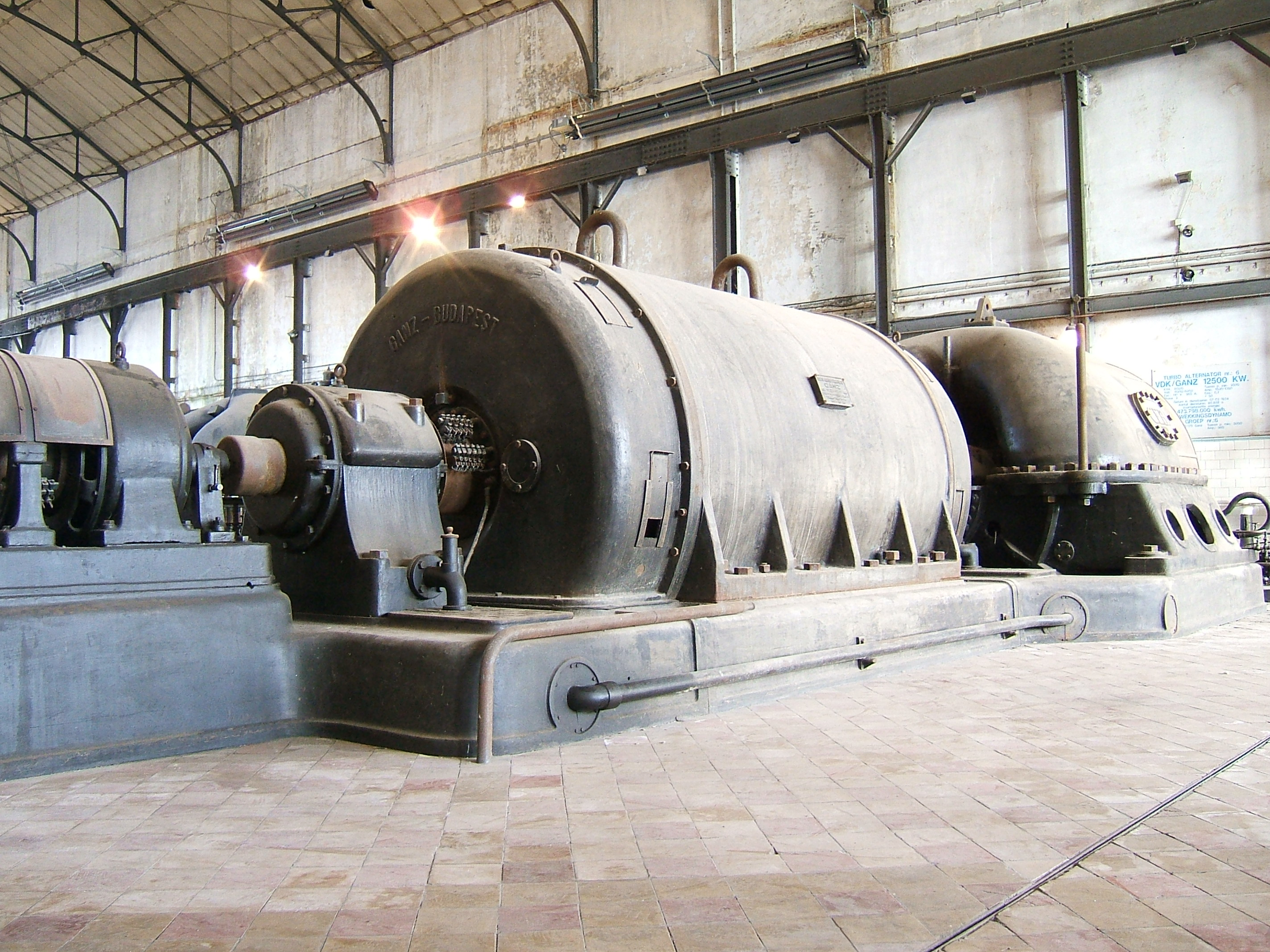
Ganz gyártmányú generátor Nyugat-Flandria, Belgium

A generátorok váltakozó feszültséget állítanak elő az elektromágneses indukció – mozgási indukció – törvényei szerint.
A generátor által előállított váltakozó feszültség jellemzői: 
1. csúcsérték: a feszültség maximális nagysága;
2. pillanatérték: a feszültség pillanatnyi értéke;
3. frekvencia: a másodpercenkénti rezgésszám, a feszültségváltozás periódusidejének reciproka.

## Felépítése, működése
A generátor egy gerjesztett – ritkán állandómágneses – forgórészből és egy- vagy többfázisú tekercsrendszerrel ellátott állórészből tevődik össze. Az állórész csapágypajzsai és az abban elhelyezett csapágyak tartják középpontban a forgórészt, biztosítják annak sima és stabil futását.
A gerjesztett forgórészt mechanikai energiával, általában a generátor tengelyére csatlakozó erőgéppel (jellemzően Diesel- vagy benzinmotor, erőművek esetében szél-, víz-, gáz- ill. gőzturbina) forgatják. Ennek hatására a forgórész indukcióvonalai metszik az állórész tekercsrendszerét, és abban feszültséget indukálnak.
Az állórész legtöbbször háromfázisú tekercseléssel készül. A forgórészben szinkron gépek esetén külső forrásból, szénkefés-csúszógyűrűs szerkezeten keresztül bevezetett egyenáram, vagy állandó mágnes; aszinkron gépeknél pedig a rövidrezárt forgórészben indukált örvényáram biztosítja a működéshez szükséges mágneses teret.
A szinkron motor generátoros módba kerül, ha a forgórész szöghelyzete siet a forgó mágneses mezőhöz képest. Az aszinkron motor generátoros módba kerül, ha a forgórész fordulatszáma nagyobb a szinkron fordulatszámnál (a forgó mágneses mező fordulatszámánál).
A generátor előnye a dinamóval szemben az, hogy az indukált feszültséget keferendszer nélkül közvetlenül az állórészről veszik le, így nagy áramok esetén sem kell a mozgó és súrlódó alkatrészek (csúszógyűrű, szénkefék) sérülésétől tartani. Az előállított váltakozó feszültség transzformátor segítségével átalakítható, és minimális veszteséggel szállítható.
A generátor  hátrányaként jelentkezik, hogy – működési elvéből és konstrukciójából adódóan – közvetlenül nem képes egyenfeszültség előállítására; egyenáramú villamos hálózat táplálásához emiatt az állórésztekercs(ek) áramának egyenirányítása szükséges (pl. gépjárműgenerátorok esetében).